# جوزپه سابادینی
جیوسپه سابادینی (به ایتالیایی: Giuseppe Sabadini) بازیکن فوتبال و اهل ایتالیا است 

## تیم ملی
از سال ۱۹۷۳ میلادی عضو تیم ملی فوتبال ایتالیا بوده و در ۴ بازی ملی حضور داشته‌است. او در بازی‌های ملی‌اش گلی به ثمر نرساند.
جیوسپه سابادینی آخرین بازی ملی خود را در سال ۱۹۷۴ میلادی انجام داد.